# FLAME
FLAME là một nhóm nhạc nổi tiếng Nhật Bản trực thuộc công ty Pony Canyon/ Flight Master. Họ chính thức ra mắt vào ngày 03/10/2001 với đĩa đơn đầu tay " mune no kodou".

## Quá trình thành lập
Các thành viên của FLAME gặp nhau trong cuộc thi "JUNON SUPERBOYS" lần thứ 13, đây là cuộc thi được tổ chức hàng năm bởi tạp chí JUNON Lưu trữ ngày 21 tháng 11 năm 2007 tại Wayback Machine. Cuộc thi được tổ chức vào tháng 11.2000, với 14.537 thí sinh tham gia, những người có tài năng và ngoại hình tốt, được bình chọn bởi tất cả các cô gái trong cả nước. Izaki Yusuke, người chiến thắng trong cuộc thi đã có sự lựa chọn là trở thành 1 nghệ sĩ solo hay vào 1 nhóm nhạc. Tất nhiên anh ấy đã quyết định tham gia vào nhóm. Nhóm nhạc gồm có Yusuke, người anh em sinh đôi Hisato, và Kyohei_ người nhận được giải đặc biệt từ ban giám khảo.Yu vào nhóm khi mà ban giám khảo nhất quyết phải có anh ấy trong đội hình. Và như vậy, nhóm đã được thành lập.
Tên nhóm, FLAME được quyết định bởi CX(presrnTiger), cùng với một cái tên khác "Future". "FLAME" đã được chọn với ý nghĩa hot, chói sáng & bùng cháy, giống như ngọn lửa vậy. Logo của FLAME được thiết kế bởi Yusuke, và được anh giải thích:" 4 ngọn lửa nhỏ tạo nên 1 ngọn lửa lớn, với ý nếu như thiếu bất cứ ngọn lửa nào thì sẽ không còn FLAME". Mỗi ngọn lửa nhỏ tượng trưng cho 1 thành viên của FLAME.
Chuyến lưu diễn nước ngoài của họ là ở New York- USA và Đài Loan. Họ đã đến NYC để quay PV đầu tiên và đạt kết quả rất tốt. FLAME tới Đài Loan từ 21-23/2002 để quảng cáo cho album Boy's quest.
Tất cả các thành viên trong FLAME đều có kinh nghiệm đóng phim và kịch, tham gia riêng từng thành viên hoặc từng đôi như: "Seventeen", "Boutaoshi" (đóng cùng nhóm Lead), "Devilman", "Deep Love~HOST", & mới đây là "Star light".
Năm 2004 đem đến 1 cú shock lớn cho các fans của FLAME. Vào 03/11/2004, Kyohei Kaneko chính thức rời khỏi FLAME.Kyohei rời nhóm do đã hết hạn hợp đồng & vì lý do cá nhân. Anh ấy hiện nay đang tiếp tục sự nghiệp solo của mình, và lấy cái tên "KYOHEI KANEKO". Thành viên mới của FLAME là Seigo Noguchi tham gia nhóm cũng vào ngày đó. Nhóm ra mắt lần đầu vào buổi kết thúc cuộc thi JUNON SUPERBOYS lần thứ 17 chủ nhật, 18/12/2004. FLAME phiên bản mới debut bằng một concert riêng vào ngày 24/12/2004, và phát hành single mới vào 16/02/2005 với tựa đề "Shake you down".
Yusuke & Seigo có hợp đồng kéo dài 3 tháng trong 1 show trên radio là "WI-CHOO!!@FLAME", a variation of "with you", phát sóng từ tháng 1 và kết thúc vào 24/03. Hisato và Yu thỉnh thoảng xuất hiện trong suốt tuần, còn Yusuke & Seigo thì thường xuyên hơn. Hisato & Yu vẫn gắn bó với radio show "FLAME no Radio SOLDIER@Bay-FM" vào chủ nhật hàng tuần.
Một vài tháng sau khi ra single "Shake you down", các hoạt động của FLAME tiến triển một cách chậm chạp, với 1 chuyến lưu diễn mới và 1 fanclub được thành lập vào mùa thu năm đó. Cuối năm 2006 FLAME phát hành thêm một single mới vào ngày 16/11/2006 mang tên "Hanashita ku wa nai" với sự pha trộn giữa phong cách pop và rock, như một thử nghiệm mới.
FLAME đã có rất nhiều thay đổi, những thông tin mới đây cũng đã giải thích được sự im lặng trong nhiều tháng qua với sự nghiệp âm nhạc của họ. Người quản lý chính của FLAME đã từ chức, các chàng trai phải chấp nhận việc thay đổi cách làm việc dưới sự quản lý mới. Nhưng họ vẫn tiếp tục sự nghiệp và tỏa sáng..
Trong năm 2007 FLAME bắt đầu có những hoạt động tích cực hơn khi tổ chức Fanclub event, Party Live ở Shibuya, Osaka, Rave Party Live biểu diễn trên bãi biển Yumigahama. FLAME còn kết hợp với Lead tổ chức rất thành công BIGUP Live trong tháng 9 và sắp tới là Giáng Sinh và Năm mới.

## Thành viên
Yusuke Izaki

Tên bằng kanji: 伊崎右典

Ngày sinh: 17.05.1984
Hisato Izaki

Tên bằng kanji: 伊崎央登
Ngày sinh: 17.05.1984
 Yu Kitamura

Tên bằng kanji: 北村悠

Ngày sinh: 09.08.1985
Seigo Noguchi

Tên bằng kanji: 征吾野口

Ngày sinh: 19.10.1984

## Phát hành
Singles
| #                | Ảnh bìa | Thông tin                                                  |
| ---------------- | ------- | ---------------------------------------------------------- |
| 1st/Debut Single |         | "ムネノコドウ" (Mune no kodou) - Phát hành: 3/10/2001      |
| 2nd              |         | Bye My Love - Phát hành: 17/1/2002                         |
| 3rd              |         | What Can I Do? - Phát hành: 24/4/2002                      |
| 4th              |         | Truly - Phát hành: 17/7/2002                               |
| 5th              |         | Remind - Phát hành: 5/3/2003                               |
| 6th              |         | Venus - Phát hành: 25/6/2003                               |
| 7th              |         | Fundamental Loop - Phát hành: 3/3/2004                     |
| 8th              |         | Shake You Down - Phát hành: 16/2/2005                      |
| 9th              |         | "離したくはない"Hanashitaku wa Nai - Phát hành: 15/11/2006 |

### Albums
| Ảnh bìa | Thông tin                                                  |
| ------- | ---------------------------------------------------------- |
|         | "BOYS' QUEST" - Phát hành: 30/10/2002                      |
|         | コンプリートアルバム "FLAME STYLE " - Phát hành: 18/8/2004 |

### VHS / DVD
1. BOYS' BOX (18/12/2002)
2. BOYS' STEP (19/3/2003)
3. BOYS' BOX 2 ~Daitsuseki~ (3/9/2003)

### Drama & Movie
1. Roppongi Yajuukai Drama (Yusuke) [7/8/2001]
2. BOUTAOSHI! Movie (Kyohei) [20/8/2003]
3. 17 sai Movie (Yusuke) [2002]
4. LION SENSEI Drama (Yu) [10-12/2003]
5. DEVILMAN Movie (Yusuke & Hisato) [2004]
6. Deep Love ~Host~ Drama (Yu) [7/1-5/2005]
7. Star Light Drama (Yu & Seigo) [10-12/2005]
8. CHANKO Movie (Yu) [2005-2006]
9. Nozokiya Drama (Yusuke) [2/4/2007]
10. CROW ZERO Movie (Yusuke & Hisato) [27/10/2007]

### Others
1. World needs love - Earth Harmony (w-inds., FLAME, Folder 5)   [7/8/2002]
2. buddies - w-inds., FLAME, Lead (Remix Album)  [19/3/2003]

Photobook:
1. FLAME THE FIRST [8/11/2002]
2. Lead + FLAME Kyohei "SCHOOL BOYS" in Boutaoshi! [14/3/2003]
3. Yu's White [19/12/2003]
4. Kyohei's Grey [6/2/2004]
5. Hisato's Black [2/4/2004]
6. Yusuke's Blue [30/4/2004]
7. Hisato & Yusuke Photobook Making of Devil Man [17/9/2004]
8. Devil Man Official Perfect Bible [30/9/2004]
9. AQUA [10/8/2007]